# Copa Libertadores Sub-20
La Copa Libertadores Sub-20 (en portugués: Libertadores Sub-20) oficialmente CONMEBOL Libertadores Sub-20 es un torneo oficial de fútbol, organizado por la CONMEBOL, que agrupa a clubes de fútbol juveniles de América del Sur, parecida a la de mayores.
Sus dos primeras ediciones fueron organizadas por iniciativa de directivos de Movistar con visto bueno de CONMEBOL. La tercera edición se disputó en el 2016 en Paraguay; la cuarta edición, en el 2018 en Uruguay la quinta edición, en el 2020, nuevamente en Paraguay y la edición 2022, se desarrolló en Ecuador. En las dos primeras ediciones se invitó a equipos no pertenecientes a la Conmebol, como fueron los casos del América de México (CONCACAF) y del Atlético de Madrid de España (UEFA).
A diferencia de su similar de la categoría de mayores, este torneo se desarrolla enteramente en un solo país al cual se le encarga la organización del mismo. Participan los equipos campeones en la categoría Sub-20 de cada una de las asociaciones de fútbol que forman la CONMEBOL, más el campeón continental en vigencia. El país anfitrión tiene derecho a dos cupos.
En sus dos primeras ediciones, el torneo contó con el patrocinio de Movistar, motivo por el cual la copa fue denominada (por motivos de patrocinio) Copa Movistar Libertadores Sub-20.
El primer club campeón de la Copa Libertadores Sub-20 fue Universitario de Deportes, equipo peruano el cual en semifinales eliminó a su clásico rival, Alianza Lima por penales, y en la final repetiría lo mismo contra Boca Juniors sumando su primer título internacional y de la competición.
A partir de la edición 2022, el campeón clasifica a la Copa Intercontinental Sub-20 en la que enfrenta al equipo campeón de la UEFA Youth League.

Trofeo de la Copa Libertadores Sub-20 y, de fondo, el trofeo de la Copa Intercontinental Sub-20.

## Historia
En el año 2010 directivos de Movistar presentaron su idea de organizar un torneo internacional de clubes para la categoría Sub-20 a la Federación Peruana de Fútbol, diferente al torneo que es anualmente disputado por los clubes profesionales. Se determinó que esta competición debería jugarse en un solo país-sede, el cual se haría cargo de la organización del evento incluyendo sólo a los clubes invitados que aceptasen. Así, Movistar (parte de Telefónica S.A.) y la Federación Peruana de Fútbol con el aval y el apoyo de la CONMEBOL, implementó la primera edición de este torneo, el cual fue programado para ser jugado al año siguiente.

### Formato
En su primera edición participaron 12 clubes, los cuales fueron divididos en 3 grupos de 4 equipos c/u, y los 2 primeros de cada grupo más los 2 mejores terceros clasificaban a los cuartos de final, los ganadores de los cuartos de final clasificaban a las semifinales, los ganadores de las semifinales clasificaban a la final, mientras que los perdedores de las semifinales disputarían el tercer lugar. En su segunda edición participaron 16 clubes, los cuales fueron divididos en 4 grupos de 4 equipos c/u, y los 2 primeros de cada grupo clasificaban a los cuartos de final, los ganadores de los cuartos de final clasificaban a las semifinales, los ganadores de las semifinales clasificaban a la final, mientras que los perdedores de las semifinales disputarían el tercer lugar. En su tercera edición, el torneo adoptaría su actual formato: participan 12 clubes divididos en 3 grupos de 4 equipos c/u, y el primero de cada grupo más el mejor segundo clasifican a las semifinales, los ganadores de las semifinales clasifican a la final, y los perdedores de las semifinales disputan el tercer lugar.
Lo que siempre se ha mantenido constante es que en las fases de eliminación directa (los cuartos de final —2011 y 2012—, las semifinales, la definición por el tercer lugar y la final) si el partido termina empatado luego de los 90 min. de juego, la llave se define mediante la serie de penales.
En sus dos primeras ediciones participaron clubes de federaciones no pertenecientes a la CONMEBOL en calidad de invitados, el América de México (CONCACAF) participó en las dos primeras ediciones, mientras que el Atlético de Madrid de España (UEFA) participó en la segunda edición.
El equipo campeón recibe un trofeo grande y medallas de oro que lo acreditan como el ganador del torneo, el equipo subcampeón recibe un trofeo mediano y medallas de plata que lo acreditan como el finalista del torneo y el equipo que quede en el tercer puesto recibe un trofeo pequeño y medallas de bronce que lo acreditan como el tercer mejor equipo del torneo. El primer trofeo entregado en las dos primeras ediciones estaba hecho de plata (similar al de mayores) contando también con las placas (hechas de igual manera de plata) sobre el pedestal del trofeo. Las placas eran colocadas tanto en el trofeo del campeón, como en el del subcampeón, y en el del tercer lugar. El segundo trofeo entregado desde la tercera edición hasta la actualidad está hecho de oro, pero conserva la misma forma del trofeo anterior; sin embargo, las placas siguen siendo de plata (y se colocan en el trofeo del campeón, del subcampeón y del tercer lugar).
Además de los trofeos y las medallas, también se premia al goleador del torneo. En ediciones anteriores, también se entregaron otros premios: en sus tres primeras ediciones se entregó el Premio Fair Play, y en sus dos primeras ediciones se premiaron al mejor jugador y al mejor arquero.
En su primera edición, el premio al goleador fue compartido por dos futbolistas, y en su segunda edición, el Premio Fair Play fue compartido por dos clubes.
Las dos primeras ediciones (ambas realizadas en el Perú) fueron las únicas que tuvieron un patrocinador (ambas ediciones fueron patrocinadas por Movistar).

### 1.ª edición

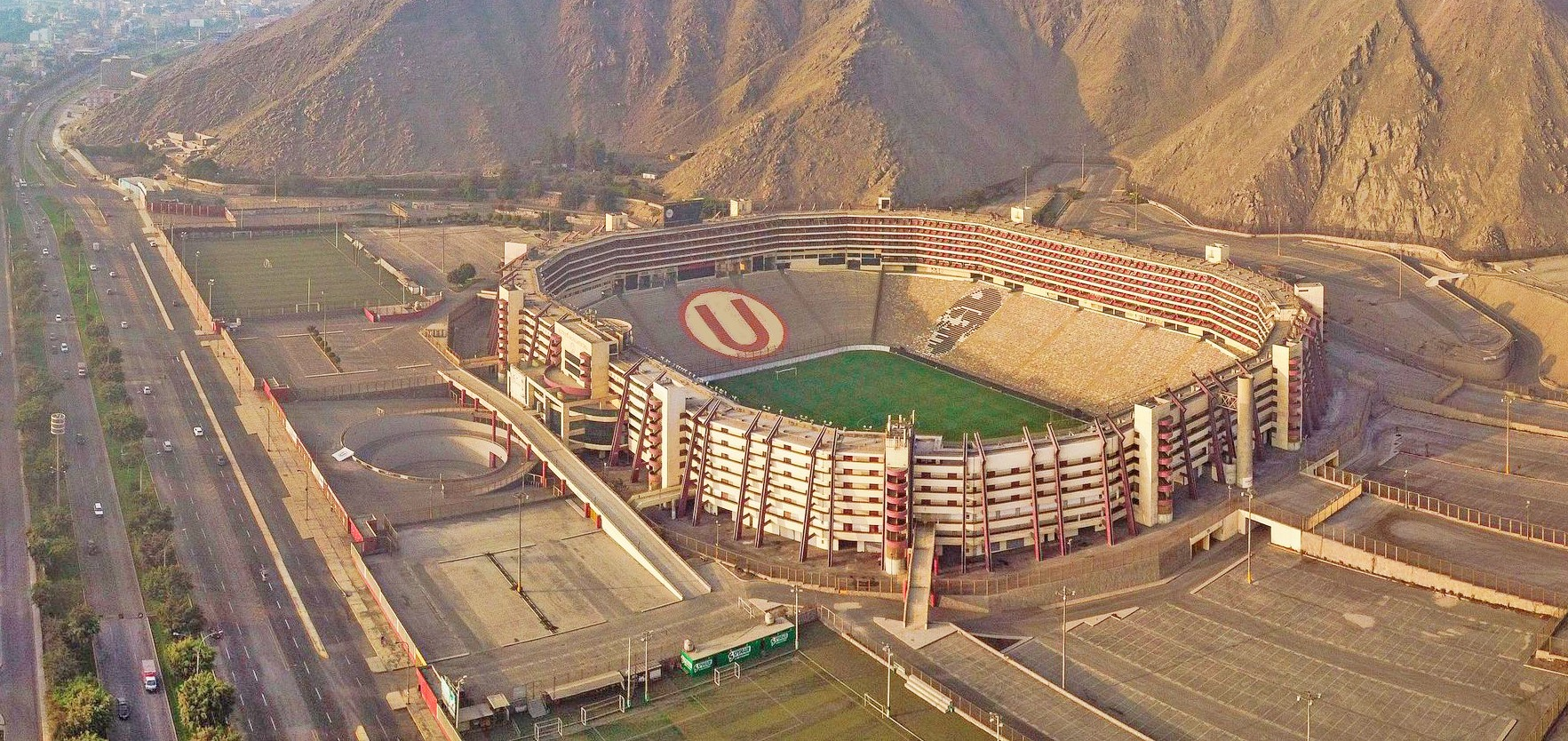
Estadio Monumental, sede de la primera final de la Copa Libertadores Sub-20; donde Universitario se consagraría campeón.

La primera edición de la Copa Libertadores Sub-20 se disputó entre el 10 y el 26 de junio de 2011 en la ciudad de Lima, Perú, entre los equipos campeones de cada una de las diez asociaciones que forman la CONMEBOL, más un equipo invitado de México; el América.
El campeón de esta primera edición fue el Universitario de Perú, que llegó a la final luego de vencer a Alianza Lima en tanda de penaltis con un marco lleno de público en el estadio Monumental de Lima, para pasar a jugar con Boca Juniors al que también derrotó en la definición por tiros desde el punto penal.
El juvenil Edison Flores perteneciente al equipo que quedó campeón, fue elegido como el mejor jugador del torneo.

### 2.ª edición

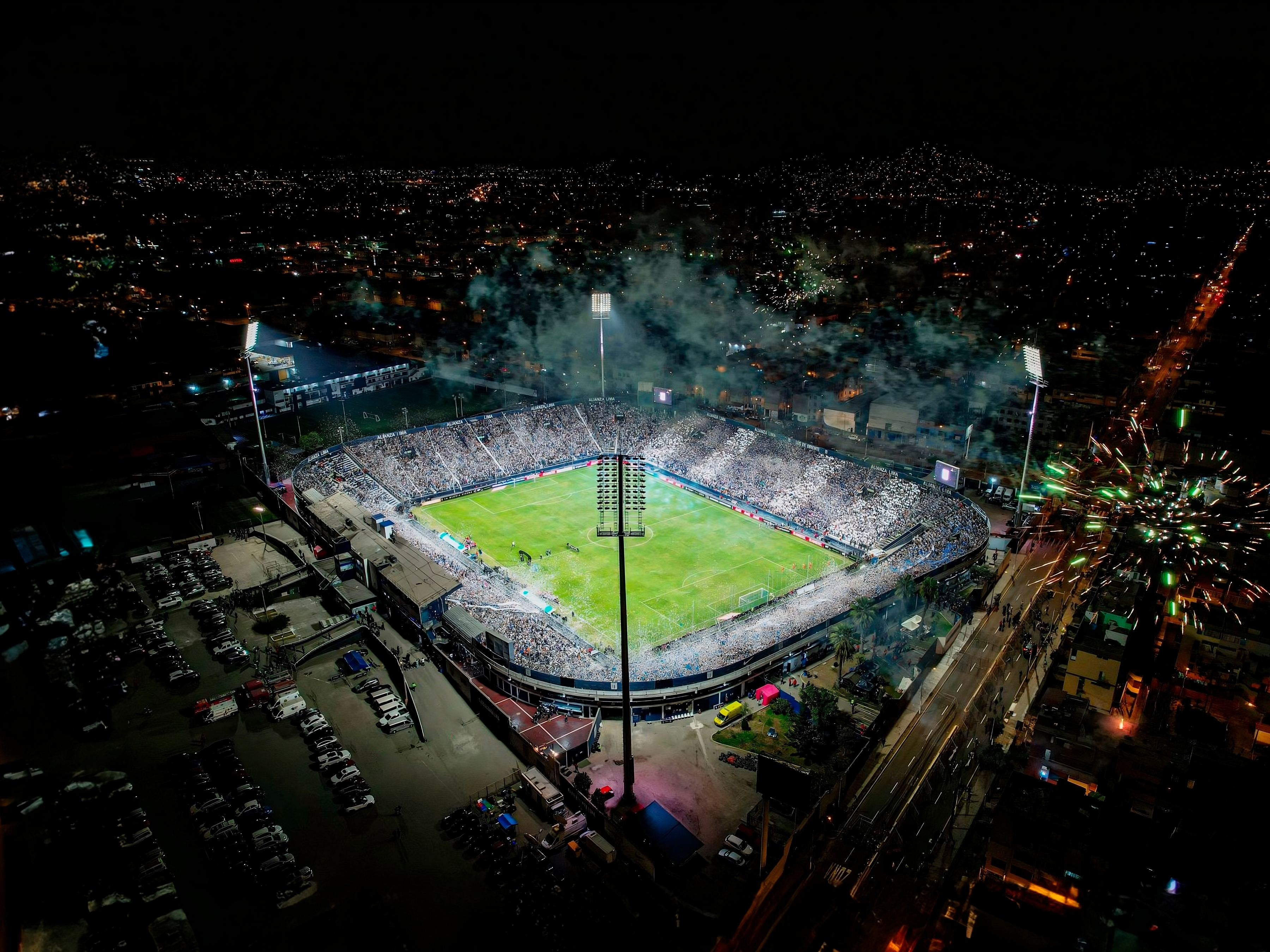
Estadio Alejandro Villanueva, sede de la segunda final de la Copa Libertadores Sub-20.

La segunda edición de la Copa Libertadores Sub-20 se jugó del 15 de junio al 1 de julio de 2012, nuevamente en Lima (Perú) por decisión de la Confederación Sudamericana de Fútbol. Esta edición contó, además de los clubes representantes de los países que conforman la Confederación Sudamericana de Fútbol, nuevamente con la presencia del América de México y la participación exclusiva del Atlético de Madrid de España.
El título fue obtenido en forma invicta por el equipo de River Plate de Argentina, que en el encuentro definitorio se impuso por 1 a 0 a su similar de Defensor Sporting de Uruguay en partido celebrado en el Estadio Alejandro Villanueva.
Como mejor arquero del torneo fue elegido Gaspar Servio y como mejor jugador Juan Cazares, ambos pertenecientes al campeón River Plate.

### 3.ª edición: El retorno de la Copa Libertadores Sub-20

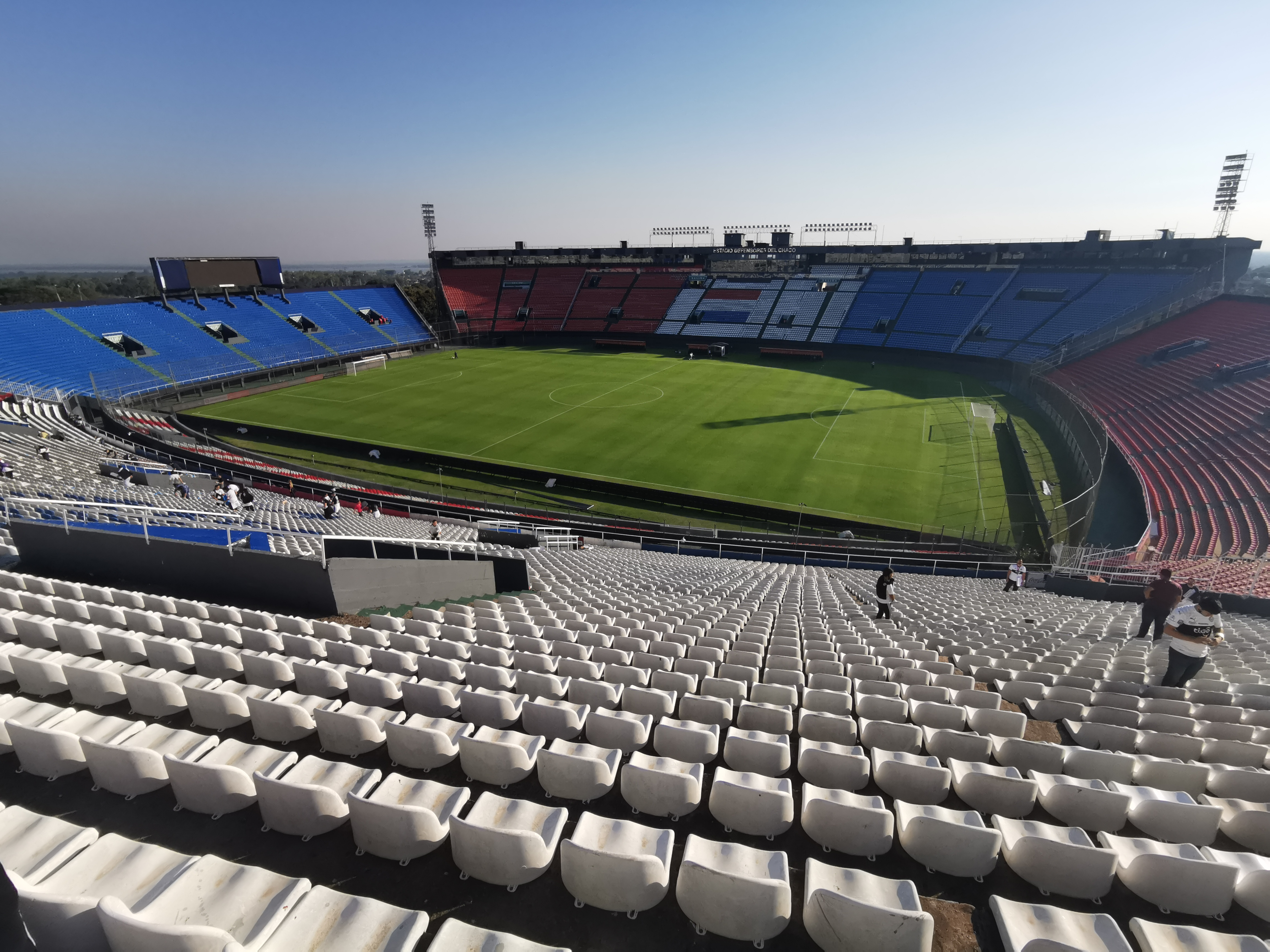
Estadio Defensores del Chaco, sede de la tercera final de la Copa Libertadores Sub-20.

Luego de la edición del 2012, esta copa dejó de disputarse durante algunos años. Mediante una conferencia de prensa sobre resoluciones del Comité Ejecutivo de la CONMEBOL efectuada el 15 de mayo de 2015, se anunció la vuelta de este torneo con la realización de una nueva edición a celebrarse en Paraguay a partir del 27 de enero de 2016, contando esta vez con la completa organización de la CONMEBOL. En esta edición no hubo equipos invitados de otras confederaciones y se redujo el número de equipos participantes de 16 a 12 (como en la primera edición); también el sistema de formato cambió, debido a que el primero de cada grupo junto con el mejor segundo clasificaban directamente a las semifinales, a diferencia de la primera edición en la que participaron 12 equipos y los dos primeros de cada grupo junto con los dos mejores terceros clasificaban a los cuartos de final. A diferencia de las dos ediciones anteriores, en las que solamente se utilizaron dos estadios, en esta edición se utilizaron cuatro estadios. Y también, a diferencia de las dos ediciones anteriores, en las que se premiaban al mejor jugador, al goleador, al mejor arquero, y al ganador del Premio Fair Play; en esta edición sólo se premiaron al goleador y al ganador del Premio Fair Play.
El título fue obtenido en forma invicta por el São Paulo de Brasil, imponiéndose en la final por 1 a 0 ante su similar de Liverpool de Uruguay en el Estadio Defensores del Chaco.

### 4.ª edición

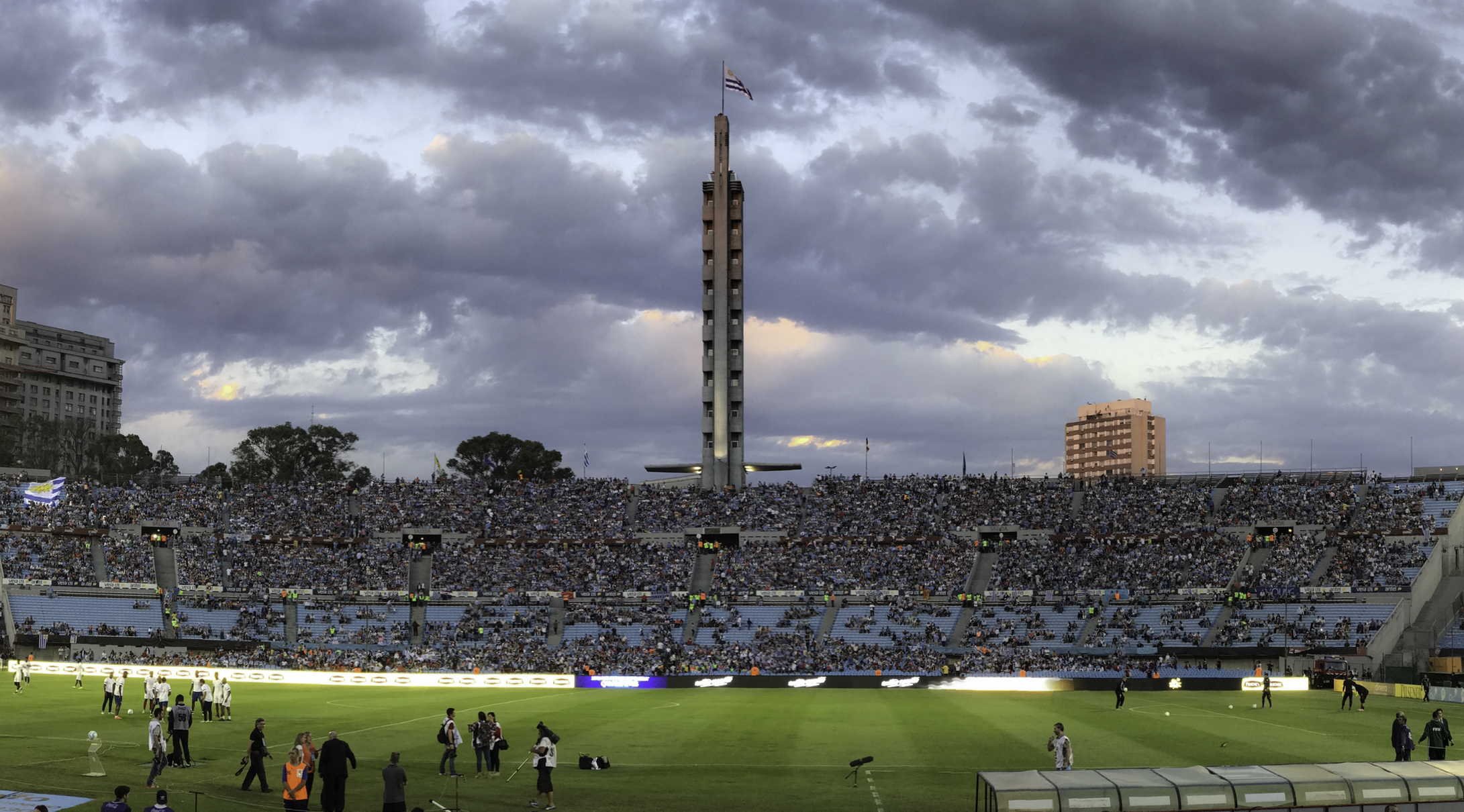
Estadio Centenario de, sede de la cuarta final de la Copa Libertadores Sub-20.

La cuarta edición de la Copa Libertadores Sub-20 se jugó del 10 de febrero al 24 de febrero de 2018 y tuvo como sede Uruguay. Participaron un total de doce equipos provenientes de diez países: Argentina, Bolivia, Brasil, Chile, Colombia, Ecuador, Paraguay, Perú, Uruguay y Venezuela incluyendo dos plazas adicionales al campeón defensor y al país sede del torneo; São Paulo de Brasil y un segundo equipo de Uruguay.
En esta edición, el club Nacional de Uruguay, se quedó con su primer título en esta categoría al derrotar en la final a Independiente del Valle de Ecuador por 2-1.

### 5.ª edición

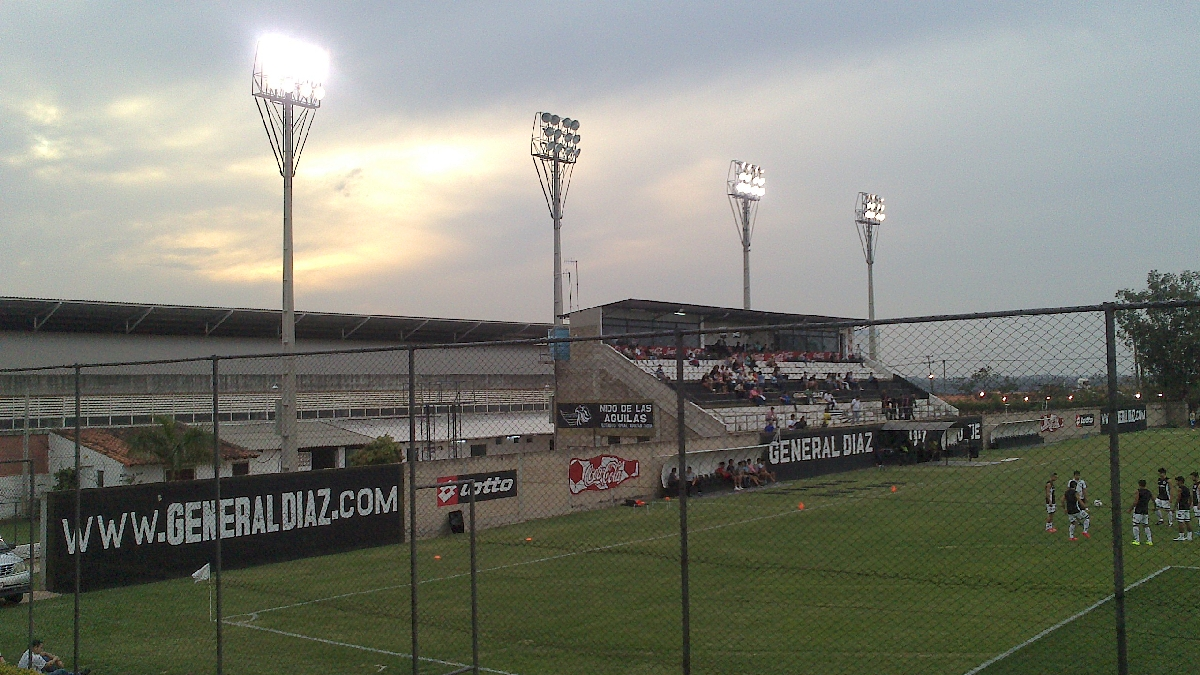
Estadio General Adrián Jara, sede de la quinta final de la Copa Libertadores Sub-20.

La quinta edición de la Copa Libertadores Sub-20 se jugó del 15 de febrero al 1 de marzo de 2020 y tuvo como sede nuevamente a Paraguay. Participaron doce equipos provenientes de los diez países miembros de la CONMEBOL, cada país envió únicamente a un club de su respectiva confederación, a excepción de Paraguay y Uruguay que llevaron dos clubes —el primero por ser el anfitrión del torneo, y el segundo por tener al equipo campeón de la edición anterior—.
En esta edición, Independiente del Valle de Ecuador sería el campeón del torneo al vencer en la final a River Plate de Argentina por 2 a 1.

### 6.ª edición

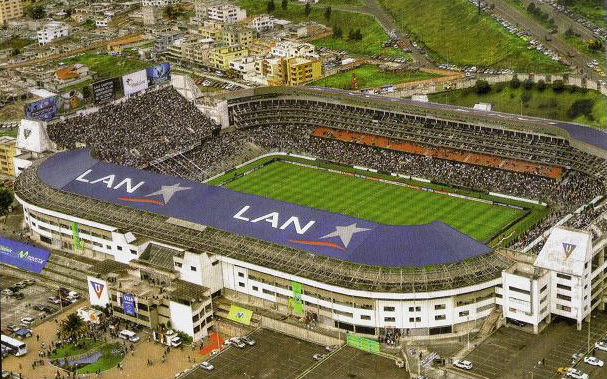
Estadio Rodrigo Paz Delgado, sede de la sexta final de la Copa Libertadores Sub-20.

La sexta edición de la Copa Libertadores Sub-20 se jugó desde el 5 hasta el 20 de febrero de 2022 y tuvo como sede a Ecuador. Participaron doce equipos provenientes de los diez países miembros de la CONMEBOL. Cada país contó únicamente con un club representante de su respectiva federación, a excepción de Ecuador que tuvo tres representantes, uno por su condición de anfitrión del torneo y otro por tener al equipo campeón de la edición anterior además de la plaza asignada. En esta edición Peñarol de Uruguay obtuvo el título al derrotar a Independiente del Valle de Ecuador 4 a 3 por penales (tras igualar 1 a 1 en los 90 min. de juego). Siendo además, la primera vuelta olímpica que se da en el torneo.

### 7.ª edición

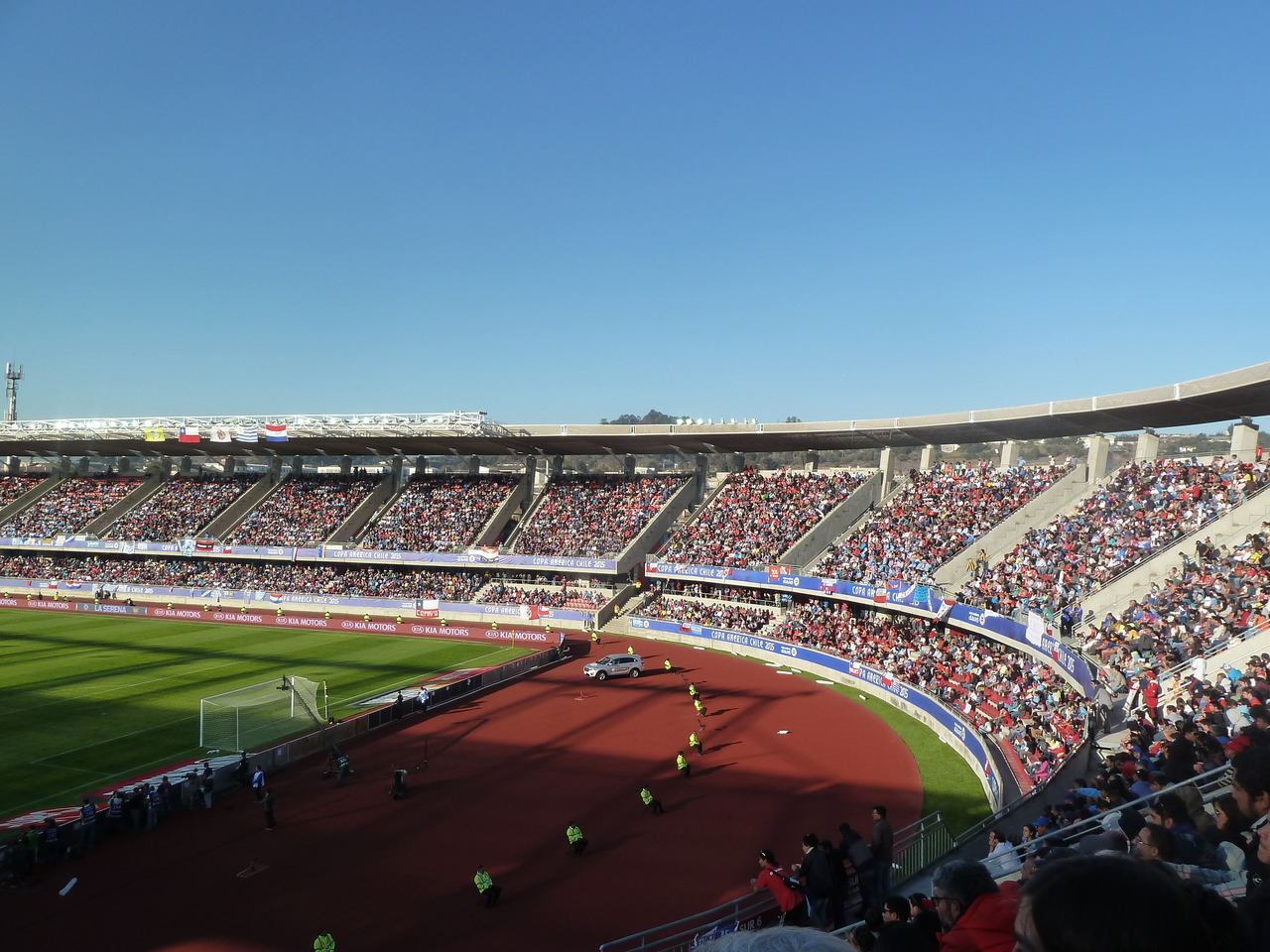
Estadio La Portada, sede de la séptima final de la Copa Libertadores Sub-20.

La séptima edición de la Copa Libertadores Sub-20 se jugó en Chile, desde el 1 al 16 de julio. El campeón del torneo fue Boca Juniors, quien derrotó a Independiente del Valle por un marcador de 2 a 0 en el tiempo reglamentario.

### 8.ª edición

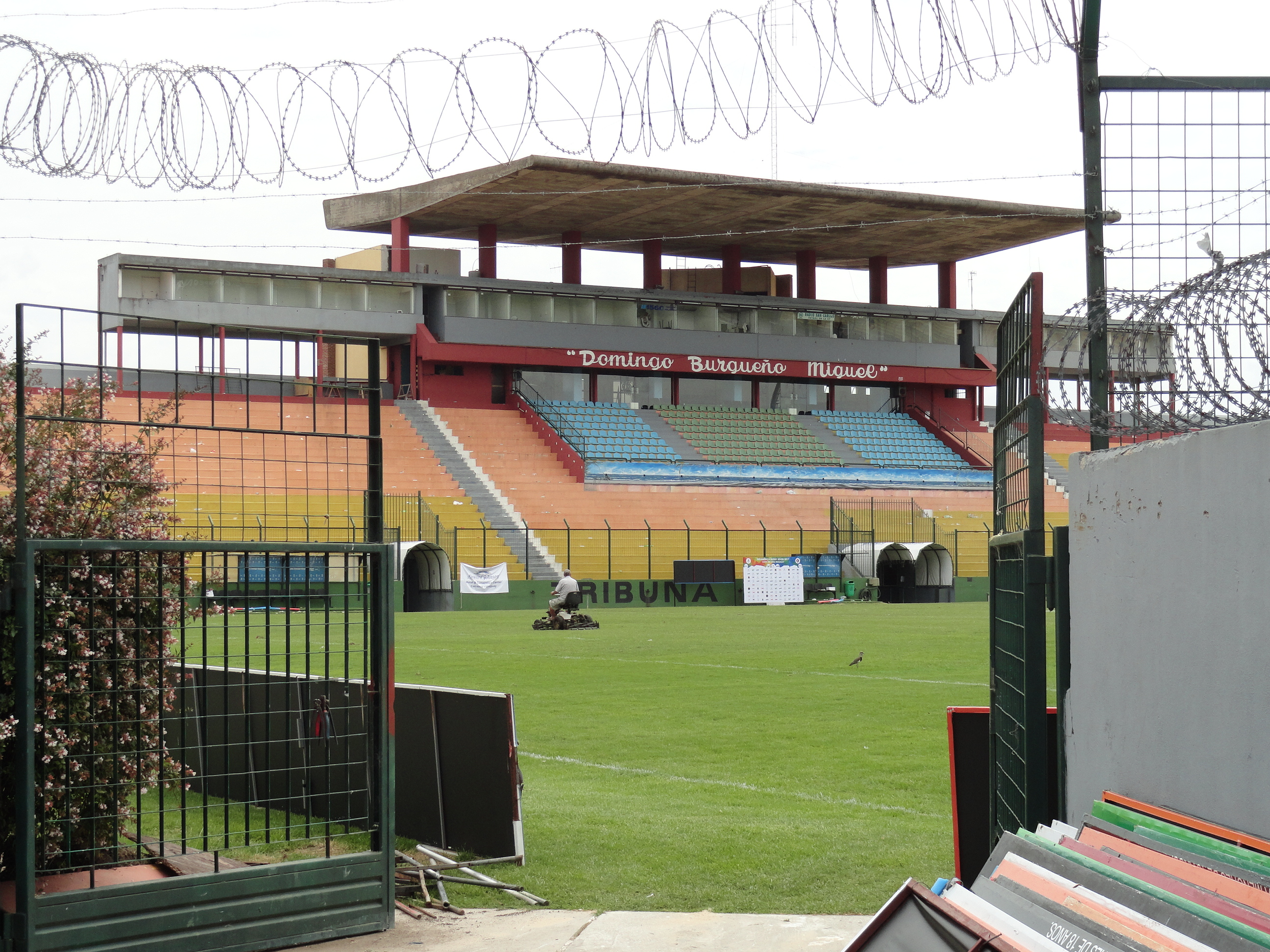
Estadio Domingo Burgueño Miguel de Uruguay, sede de la octava final de la Copa Libertadores Sub-20.

La octava edición de la Copa Libertadores Sub-20 se jugó en Uruguay, desde el 2 al 17 de marzo. El campeón del torneo fue Flamengo, quien derrotó a Boca Juniors por  2-1, obteniendo su primer título en el torneo.

### 9.ª edición

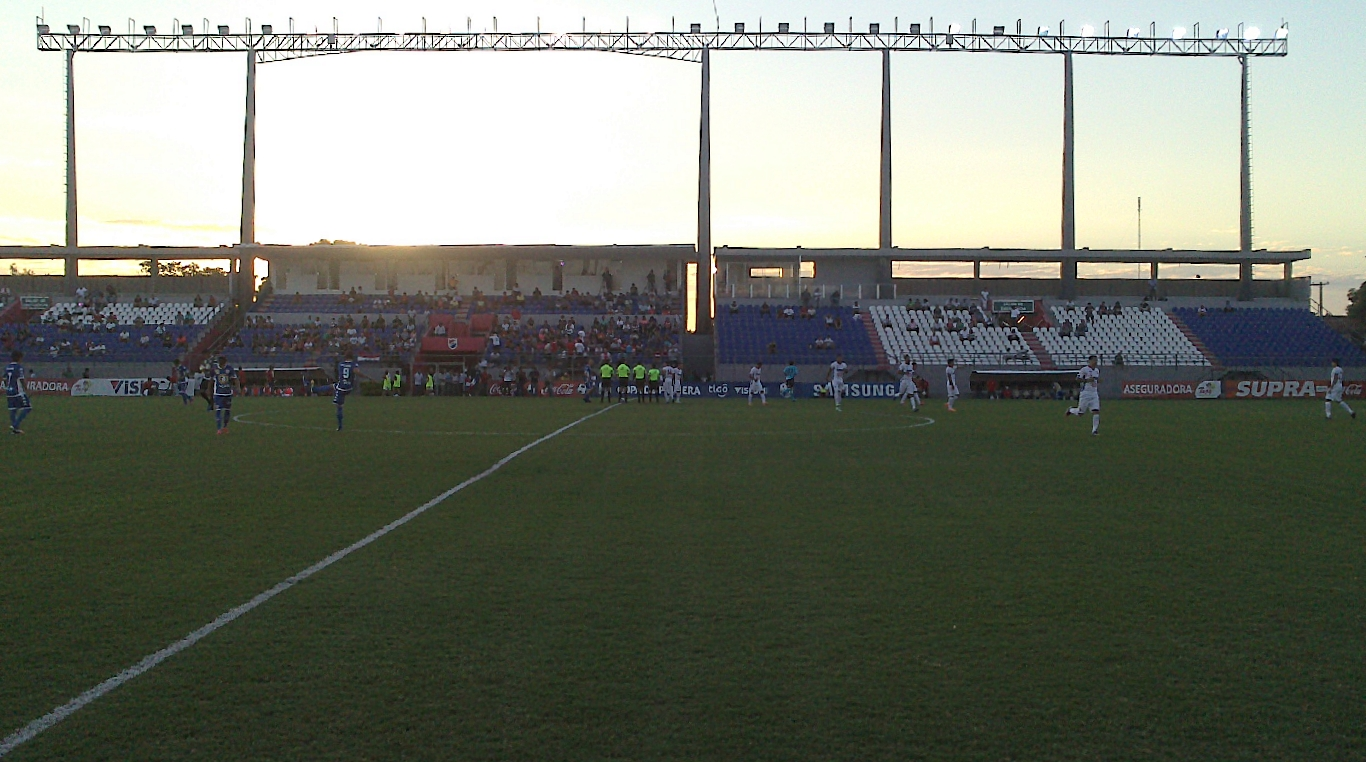
Estadio Arsenio Erico de Paraguay, sede de la novena final de la Copa Libertadores Sub-20.

La novena edición de la Copa Libertadores Sub-20 se jugó en Paraguay, desde el 1 al 16 de marzo. El campeón del torneo fue nuevamente Flamengo, quien derrotó a Palmeiras 3 a 2 por penales después de empatar 1 a 1 en los 90 min. de juego, logrando su segundo título en el torneo.

## Historial
| Año           | Sede     | Campeón                           | Resultado      | Subcampeón                        | Tercer lugar              | Resultado      | Cuarto lugar           |
| ------------- | -------- | --------------------------------- | -------------- | --------------------------------- | ------------------------- | -------------- | ---------------------- |
| 2011 Detalles | Perú     | Universitario · Perú              | 1:1 (4:2 pen.) | Boca Juniors Argentina            | América · México          | 1:0            | Alianza Lima · Perú    |
| 2012 Detalles | Perú     | River Plate Argentina             | 1:0            | Defensor Sporting · Uruguay       | Corinthians · Brasil      | 2:1            | Unión Española · Chile |
| 2016 Detalles | Paraguay | São Paulo · Brasil                | 1:0            | Liverpool · Uruguay               | Cortuluá · Colombia       | 1:0            | Lanús Argentina        |
| 2018 Detalles | Uruguay  | Nacional · Uruguay                | 2:1            | Independiente del Valle · Ecuador | River Plate · Uruguay     | 1:1 (5:4 pen.) | São Paulo · Brasil     |
| 2020 Detalles | Paraguay | Independiente del Valle · Ecuador | 2:1            | River Plate Argentina             | Flamengo · Brasil         | 5:2            | Libertad Paraguay      |
| 2022 Detalles | Ecuador  | Peñarol · Uruguay                 | 1:1 (4:3 pen.) | Independiente del Valle · Ecuador | Guaraní Paraguay          | 3:2            | Caracas · Venezuela    |
| 2023 Detalles | Chile    | Boca Juniors Argentina            | 2:0            | Independiente del Valle · Ecuador | Cerro Porteño Paraguay    | 2:2 (4:2 pen.) | Peñarol · Uruguay      |
| 2024 Detalles | Uruguay  | Flamengo · Brasil                 | 2:1            | Boca Juniors Argentina            | Rosario Central Argentina | 2:1            | Aucas · Ecuador        |
| 2025 Detalles | Paraguay | Flamengo · Brasil                 | 1:1 (3:2 pen.) | Palmeiras · Brasil                | Belgrano Argentina        | 5:1            | Danubio · Uruguay      |

## Palmarés

### Títulos por equipo
| Equipo                  | País      | Títulos | Subtítulos | Tercero | Cuarto | Años campeón | Años subcampeón  | Años tercer lugar | Años cuarto lugar |
| ----------------------- | --------- | ------- | ---------- | ------- | ------ | ------------ | ---------------- | ----------------- | ----------------- |
| Flamengo                | Brasil    | 2       | 0          | 1       | 0      | 2024, 2025   |                  | 2020              |                   |
| Independiente del Valle | Ecuador   | 1       | 3          | 0       | 0      | 2020         | 2018, 2022, 2023 |                   |                   |
| Boca Juniors            | Argentina | 1       | 2          | 0       | 0      | 2023         | 2011, 2024       |                   |                   |
| River Plate             | Argentina | 1       | 1          | 0       | 0      | 2012         | 2020             |                   |                   |
| São Paulo               | Brasil    | 1       | 0          | 0       | 1      | 2016         |                  |                   | 2018              |
| Peñarol                 | Uruguay   | 1       | 0          | 0       | 1      | 2022         |                  |                   | 2023              |
| Universitario           | Perú      | 1       | 0          | 0       | 0      | 2011         |                  |                   |                   |
| Nacional                | Uruguay   | 1       | 0          | 0       | 0      | 2018         |                  |                   |                   |
| Defensor Sporting       | Uruguay   | 0       | 1          | 0       | 0      |              | 2012             |                   |                   |
| Liverpool               | Uruguay   | 0       | 1          | 0       | 0      |              | 2016             |                   |                   |
| Palmeiras               | Brasil    | 0       | 1          | 0       | 0      |              | 2025             |                   |                   |
| América                 | México    | 0       | 0          | 1       | 0      |              |                  | 2011              |                   |
| Corinthians             | Brasil    | 0       | 0          | 1       | 0      |              |                  | 2012              |                   |
| Cortuluá                | Colombia  | 0       | 0          | 1       | 0      |              |                  | 2016              |                   |
| River Plate             | Uruguay   | 0       | 0          | 1       | 0      |              |                  | 2018              |                   |
| Guaraní                 | Paraguay  | 0       | 0          | 1       | 0      |              |                  | 2022              |                   |
| Cerro Porteño           | Paraguay  | 0       | 0          | 1       | 0      |              |                  | 2023              |                   |
| Rosario Central         | Argentina | 0       | 0          | 1       | 0      |              |                  | 2024              |                   |
| Belgrano                | Argentina | 0       | 0          | 1       | 0      |              |                  | 2025              |                   |
| Alianza Lima            | Perú      | 0       | 0          | 0       | 1      |              |                  |                   | 2011              |
| Unión Española          | Chile     | 0       | 0          | 0       | 1      |              |                  |                   | 2012              |
| Lanús                   | Argentina | 0       | 0          | 0       | 1      |              |                  |                   | 2016              |
| Libertad                | Paraguay  | 0       | 0          | 0       | 1      |              |                  |                   | 2020              |
| Caracas                 | Venezuela | 0       | 0          | 0       | 1      |              |                  |                   | 2022              |
| Aucas                   | Ecuador   | 0       | 0          | 0       | 1      |              |                  |                   | 2024              |
| Danubio                 | Uruguay   | 0       | 0          | 0       | 1      |              |                  |                   | 2025              |

### Títulos por país
| País      | Títulos | Subtítulos | Tercer lugar | Cuarto lugar |
| --------- | ------- | ---------- | ------------ | ------------ |
| Brasil    | 3       | 1          | 2            | 1            |
| Argentina | 2       | 3          | 2            | 1            |
| Uruguay   | 2       | 2          | 1            | 2            |
| Ecuador   | 1       | 3          | 0            | 1            |
| Perú      | 1       | 0          | 0            | 1            |
| Paraguay  | 0       | 0          | 2            | 1            |
| México    | 0       | 0          | 1            | 0            |
| Colombia  | 0       | 0          | 1            | 0            |
| Chile     | 0       | 0          | 0            | 1            |
| Venezuela | 0       | 0          | 0            | 1            |
| Bolivia   | 0       | 0          | 0            | 0            |
| España    | 0       | 0          | 0            | 0            |

1. ↑  Participó en las ediciones del 2011 y 2012 en calidad de invitado.
2. ↑  Participó en la edición del 2012 en calidad de invitado.

## Organizadores
En negrita se muestra la edición ganada por un club del país anfitrión.
| País     | Cantidad | Años             |
| -------- | -------- | ---------------- |
| Paraguay | 3        | 2016, 2020, 2025 |
| Perú     | 2        | 2011, 2012       |
| Uruguay  | 2        | 2018, 2024       |
| Ecuador  | 1        | 2022             |
| Chile    | 1        | 2023             |

## Estadísticas

### Premiaciones

#### Mejor jugador por edición
| Temporada     | Jugador        | Club          |
| ------------- | -------------- | ------------- |
| Perú 2011     | Edison Flores  | Universitario |
| Perú 2012     | Juan Cazares   | River Plate   |
| Paraguay 2025 | Shola Ogundana | Flamengo      |

#### Mejor arquero por edición
| Temporada | Jugador         | Club         |
| --------- | --------------- | ------------ |
| Perú 2011 | Ramiro Martínez | Boca Juniors |
| Perú 2012 | Gaspar Servio   | River Plate  |

#### Goleador por edición
| Temporada     | Jugador            | Club                    | Goles |
| ------------- | ------------------ | ----------------------- | ----- |
| Perú 2011     | Sergio Unrein      | Boca Juniors            | 4     |
| Perú 2011     | Cristofer Soto     | Universitario           | 4     |
| Perú 2012     | Rodrigo Gattas     | Unión Española          | 6     |
| Paraguay 2016 | Luiz de Araújo     | São Paulo               | 5     |
| Uruguay 2018  | Stiven Plaza       | Independiente del Valle | 7     |
| Paraguay 2020 | Derlis Aquino      | Libertad                | 6     |
| Ecuador 2022  | Francisco Sagardia | Independiente del Valle | 4     |
| Ecuador 2022  | Saúl Guarirapa     | Caracas                 | 4     |
| Chile 2023    | Santiago Díaz      | Peñarol                 | 4     |
| Chile 2023    | Maelo Rentería     | Independiente del Valle | 4     |
| Uruguay 2024  | Iago               | Flamengo                | 4     |
| Uruguay 2024  | Wallace Yan        | Flamengo                | 4     |
| Paraguay 2025 | Riquelme Fillipi   | Palmeiras               | 5     |

#### Entrenadores campeones
| Temporada     | Entrenador                | Club                    |
| ------------- | ------------------------- | ----------------------- |
| Perú 2011     | Javier Chirinos           | Universitario           |
| Perú 2012     | César Laraignée           | River Plate             |
| Paraguay 2016 | André Jardine             | São Paulo               |
| Uruguay 2018  | Vicente Rodríguez         | Nacional                |
| Paraguay 2020 | Yuri Solano               | Independiente del Valle |
| Ecuador 2022  | Marcelo Broli             | Peñarol                 |
| Chile 2023    | Silvio Rudman             | Boca Juniors            |
| Uruguay 2024  | Maurício Souza            | Flamengo                |
| Paraguay 2025 | Cléber dos Santos Almeida | Flamengo                |

### Estadísticas de equipos

#### PremioFair Play
| Temporada     | Equipo            |
| ------------- | ----------------- |
| Perú 2011     | Boca Juniors      |
| Perú 2012     | River Plate       |
| Perú 2012     | Defensor Sporting |
| Paraguay 2016 | Cortuluá          |

#### Equipos participantes
| País      | Edición                    | Edición                                     | Edición                 | Edición                 | Edición                 | Edición                                      | Edición                   | Edición                                  | Edición                 |
| --------- | -------------------------- | ------------------------------------------- | ----------------------- | ----------------------- | ----------------------- | -------------------------------------------- | ------------------------- | ---------------------------------------- | ----------------------- |
| País      | Perú 2011                  | Perú 2012                                   | Paraguay 2016           | Uruguay 2018            | Paraguay 2020           | Ecuador 2022                                 | Chile 2023                | Uruguay 2024                             | Paraguay 2025           |
| Argentina | Boca Juniors               | Boca Juniors River Plate                    | River Plate Lanús       | Talleres                | River Plate             | Newell's Old Boys                            | Boca Juniors              | Boca Juniors Rosario Central             | Belgrano                |
| Bolivia   | Jorge Wilstermann          | Blooming                                    | Bolívar                 | Quebracho               | Jorge Wilstermann       | Blooming                                     | Always Ready              | Always Ready                             | Blooming                |
| Brasil    | Flamengo                   | América Mineiro Corinthians                 | São Paulo               | Cruzeiro São Paulo      | Flamengo                | Internacional                                | Palmeiras                 | Flamengo                                 | Flamengo Palmeiras      |
| Chile     | Universidad Católica       | Unión Española                              | Huachipato              | Colo-Colo               | Colo-Colo               | Universidad de Concepción                    | O'Higgins Huachipato      | Colo-Colo                                | O'Higgins               |
| Colombia  | Millonarios                | Junior                                      | Cortuluá                | La Equidad              | Millonarios             | Millonarios                                  | Envigado                  | Águilas Doradas                          | Fortaleza CEIF          |
| Ecuador   | Independiente del Valle    | Independiente del Valle                     | Independiente del Valle | Independiente del Valle | Independiente del Valle | Independiente del Valle Liga de Quito Orense | Independiente del Valle   | Aucas                                    | Independiente del Valle |
| Paraguay  | Libertad                   | Cerro Porteño                               | Cerro Porteño Libertad  | Libertad                | Cerro Porteño Libertad  | Guaraní                                      | Cerro Porteño             | Olimpia                                  | Cerro Porteño Olimpia   |
| Perú      | Alianza Lima Universitario | Alianza Lima Sporting Cristal Universitario | Melgar                  | Sport Huancayo          | Sporting Cristal        | Sporting Cristal                             | Alianza Lima              | Sporting Cristal                         | Universitario           |
| Uruguay   | Nacional                   | Defensor Sporting                           | Liverpool               | Nacional River Plate    | Nacional Danubio        | Peñarol                                      | Peñarol Defensor Sporting | Defensor Sporting Montevideo City Torque | Danubio                 |
| Venezuela | Caracas                    | Real Esppor                                 | Deportivo La Guaira     | Atlético Venezuela      | Academia Puerto Cabello | Caracas                                      | Caracas                   | Academia Puerto Cabello                  | Metropolitanos          |
| España    | —                          | Atlético de Madrid                          | —                       | —                       | —                       | —                                            | —                         | —                                        | —                       |
| México    | América                    | América                                     | —                       | —                       | —                       | —                                            | —                         | —                                        | —                       |

#### Tabla histórica
NOTA: Se ordena por la cantidad de títulos y por el porcentaje de rendimiento de cada equipo, debido a que hay disparidad en las participaciones de cada uno de ellos. En caso de que hayan equipos con el mismo porcentaje de rendimiento, se tienen en cuenta los puntos obtenidos y la diferencia de gol.
- Actualizado hasta la edición 2025

| Equipo | Equipo                                             | Tít. | Part. | Pts. | PJ | PG | PE | PP | GF | GC | Dif. | Rend. |
| ------ | -------------------------------------------------- | ---- | ----- | ---- | -- | -- | -- | -- | -- | -- | ---- | ----- |
| 1      | Flamengo                                           | 2    | 4     | 41   | 19 | 12 | 5  | 2  | 41 | 20 | +21  | 71,9% |
| 2      | River Plate                                        | 1    | 3     | 32   | 14 | 10 | 2  | 2  | 27 | 9  | +18  | 76,2% |
| 3      | Boca Juniors                                       | 1    | 4     | 40   | 19 | 12 | 4  | 3  | 33 | 14 | +19  | 70,2% |
| 4      | São Paulo                                          | 1    | 2     | 21   | 10 | 6  | 3  | 1  | 30 | 9  | +21  | 70,0% |
| 5      | Peñarol                                            | 1    | 2     | 21   | 10 | 6  | 3  | 1  | 21 | 9  | +12  | 70,0% |
| 6      | Nacional                                           | 1    | 3     | 23   | 12 | 7  | 2  | 3  | 27 | 9  | +18  | 63,9% |
| 7      | Independiente José Terán / Independiente del Valle | 1    | 8     | 60   | 33 | 18 | 6  | 9  | 66 | 41 | +25  | 60,6% |
| 8      | Universitario                                      | 1    | 3     | 22   | 13 | 6  | 4  | 3  | 17 | 13 | +4   | 56,4% |
| 9      | Talleres                                           | 0    | 1     | 7    | 3  | 2  | 1  | 0  | 6  | 1  | +5   | 77,8% |
| 10     | Palmeiras                                          | 0    | 2     | 18   | 8  | 5  | 3  | 0  | 21 | 6  | +15  | 75,0% |
| 11     | Academia Puerto Cabello                            | 0    | 2     | 12   | 6  | 4  | 0  | 2  | 14 | 10 | +4   | 66,7% |
| 12     | Belgrano                                           | 0    | 1     | 10   | 5  | 3  | 1  | 1  | 10 | 4  | +6   | 66,7% |
| 13     | Cortuluá                                           | 0    | 1     | 10   | 5  | 3  | 1  | 1  | 10 | 5  | +5   | 66,7% |
| 14     | América Mineiro                                    | 0    | 1     | 8    | 4  | 2  | 2  | 0  | 6  | 4  | +2   | 66,7% |
| 15     | Newell's Old Boys                                  | 0    | 1     | 6    | 3  | 2  | 0  | 1  | 4  | 2  | +2   | 66,7% |
| 16     | Huachipato                                         | 0    | 1     | 6    | 3  | 2  | 0  | 1  | 5  | 4  | +1   | 66,7% |
| 17     | Orense                                             | 0    | 1     | 6    | 3  | 2  | 0  | 1  | 5  | 5  | 0    | 66,7% |
| 18     | Guaraní                                            | 0    | 1     | 9    | 5  | 3  | 0  | 2  | 9  | 7  | +2   | 60,0% |
| 19     | Rosario Central                                    | 0    | 1     | 9    | 5  | 3  | 0  | 2  | 7  | 6  | +1   | 60,0% |
| 20     | Cerro Porteño                                      | 0    | 5     | 29   | 18 | 8  | 5  | 5  | 28 | 23 | +5   | 53,7% |
| 21     | River Plate                                        | 0    | 1     | 8    | 5  | 2  | 2  | 1  | 5  | 4  | +1   | 53,3% |
| 22     | América                                            | 0    | 2     | 14   | 9  | 4  | 2  | 3  | 12 | 10 | +2   | 51,8% |
| 23     | Unión Española                                     | 0    | 1     | 9    | 6  | 2  | 3  | 1  | 11 | 8  | +3   | 50,0% |
| 24     | Corinthians                                        | 0    | 1     | 9    | 6  | 2  | 3  | 1  | 7  | 6  | +1   | 50,0% |
| 25     | Liverpool                                          | 0    | 1     | 7    | 5  | 2  | 1  | 2  | 14 | 5  | +9   | 46,7% |
| 26     | Alianza Lima                                       | 0    | 3     | 18   | 13 | 5  | 3  | 5  | 22 | 21 | +1   | 46,1% |
| 27     | Fortaleza                                          | 0    | 1     | 4    | 3  | 1  | 1  | 1  | 3  | 1  | +2   | 44,4% |
| 28     | Montevideo City Torque                             | 0    | 1     | 4    | 3  | 1  | 1  | 1  | 5  | 5  | 0    | 44,4% |
| 29     | La Equidad                                         | 0    | 1     | 4    | 3  | 1  | 1  | 1  | 4  | 4  | 0    | 44,4% |
| 30     | Defensor Sporting                                  | 0    | 3     | 15   | 12 | 4  | 3  | 5  | 15 | 11 | +4   | 41,7% |
| 31     | Libertad                                           | 0    | 4     | 18   | 15 | 5  | 3  | 7  | 29 | 26 | +3   | 40,0% |
| 32     | Aucas                                              | 0    | 1     | 6    | 5  | 2  | 0  | 3  | 10 | 9  | +1   | 40,0% |
| 33     | Lanús                                              | 0    | 1     | 6    | 5  | 2  | 0  | 3  | 8  | 7  | +1   | 40,0% |
| 34     | Caracas                                            | 0    | 3     | 13   | 11 | 4  | 1  | 6  | 19 | 20 | -1   | 39,4% |
| 35     | Millonarios                                        | 0    | 3     | 10   | 9  | 2  | 4  | 3  | 8  | 10 | -2   | 37,0% |
| 36     | Colo-Colo                                          | 0    | 3     | 10   | 9  | 3  | 1  | 5  | 9  | 14 | -5   | 37,0% |
| 37     | Águilas Doradas                                    | 0    | 1     | 3    | 3  | 1  | 0  | 2  | 5  | 7  | -2   | 33,3% |
| 38     | Liga de Quito                                      | 0    | 1     | 3    | 3  | 1  | 0  | 2  | 2  | 4  | -2   | 33,3% |
| 39     | Envigado                                           | 0    | 1     | 3    | 3  | 1  | 0  | 2  | 1  | 3  | -2   | 33,3% |
| 40     | Universidad Católica                               | 0    | 1     | 3    | 3  | 1  | 0  | 2  | 4  | 8  | -4   | 33,3% |
| 41     | Junior                                             | 0    | 1     | 3    | 3  | 1  | 0  | 2  | 4  | 9  | -5   | 33,3% |
| 42     | Atlético Venezuela                                 | 0    | 1     | 3    | 3  | 1  | 0  | 2  | 4  | 10 | -6   | 33,3% |
| 43     | Danubio                                            | 0    | 2     | 7    | 8  | 2  | 1  | 5  | 10 | 16 | -6   | 29,2% |
| 44     | Olimpia                                            | 0    | 2     | 5    | 6  | 1  | 2  | 3  | 6  | 11 | -5   | 27,8% |
| 45     | O'Higgins                                          | 0    | 2     | 3    | 6  | 0  | 3  | 3  | 3  | 10 | -7   | 16,6% |
| 46     | Sporting Cristal                                   | 0    | 4     | 6    | 12 | 2  | 0  | 10 | 16 | 40 | -24  | 16,6% |
| 47     | Jorge Wilstermann                                  | 0    | 2     | 3    | 6  | 1  | 0  | 5  | 3  | 21 | -18  | 16,6% |
| 48     | Internacional                                      | 0    | 1     | 1    | 3  | 0  | 1  | 2  | 1  | 3  | -2   | 11,1% |
| 49     | Atlético de Madrid                                 | 0    | 1     | 1    | 3  | 0  | 1  | 2  | 5  | 8  | -3   | 11,1% |
| 50     | FBC Melgar                                         | 0    | 1     | 1    | 3  | 0  | 1  | 2  | 2  | 7  | -5   | 11,1% |
| 51     | Blooming                                           | 0    | 3     | 2    | 9  | 0  | 2  | 7  | 1  | 21 | -20  | 7,4%  |
| 52     | Cruzeiro                                           | 0    | 1     | 0    | 3  | 0  | 0  | 3  | 2  | 6  | -4   | 0,0%  |
| 53     | Universidad de Concepción                          | 0    | 1     | 0    | 3  | 0  | 0  | 3  | 3  | 8  | -5   | 0,0%  |
| 54     | Metropolitanos                                     | 0    | 1     | 0    | 3  | 0  | 0  | 3  | 1  | 10 | -9   | 0,0%  |
| 55     | Quebracho                                          | 0    | 1     | 0    | 3  | 0  | 0  | 3  | 1  | 11 | -10  | 0,0%  |
| 56     | Always Ready                                       | 0    | 2     | 0    | 6  | 0  | 0  | 6  | 2  | 23 | -11  | 0,0%  |
| 57     | Real Esppor / Deportivo La Guaira                  | 0    | 2     | 0    | 6  | 0  | 0  | 6  | 1  | 14 | -13  | 0,0%  |
| 58     | Bolívar                                            | 0    | 1     | 0    | 3  | 0  | 0  | 3  | 2  | 17 | -15  | 0,0%  |
| 59     | Sport Huancayo                                     | 0    | 1     | 0    | 3  | 0  | 0  | 3  | 1  | 16 | -15  | 0,0%  |

### Mayores goleadas
| Ganador                 | Resultado | Perdedor                | Edición | Fase           |
| ----------------------- | --------- | ----------------------- | ------- | -------------- |
| Liverpool               | 12 - 0    | Bolívar                 | 2016    | Fase de grupos |
| Libertad                | 9 - 1     | Jorge Wilstermann       | 2020    | Fase de grupos |
| São Paulo               | 8 - 0     | Independiente del Valle | 2016    | Fase de grupos |
| Nacional                | 8 - 0     | Sport Huancayo          | 2018    | Fase de grupos |
| Independiente del Valle | 7 - 1     | Sporting Cristal        | 2022    | Fase de grupos |
| São Paulo               | 6 - 0     | Quebracho               | 2018    | Fase de grupos |
| Independiente del Valle | 6 - 0     | Always Ready            | 2023    | Fase de grupos |
| Palmeiras               | 6 - 0     | Blooming                | 2025    | Fase de grupos |